# Страусове перо (пам'ятка природи)
Стра́усове перо́ — ботанічна пам'ятка природи місцевого значення в Україні. Розташована в межах Березнівського району Рівненської області, на території Хмелівської сільської ради. 
Площа 20,2 га. Статус присвоєно згідно з рішенням Рівненської облради № 322 від 05.03.2004 року. Землекористувач: ДП «Соснівський лісгосп» (Жовтневе лісництво, кв. 19, вид. 2, 4, 5; кв. 20, вид. 1-3, 11). 
На території пам'ятки природи зростає рідкісний вид папоротеподібних — страусове перо звичайне — декоративна реліктова рослина Карпатського регіону, яка на рівнині є малопоширеною і рідкісною, а тут щільними куртинами та смугами завдовжки 100-150 м зростає з обох боків русла річки і поодиноко трапляється аж до с. Мала Клецька Корецького району. Крім значних за площею куртин страусового пера флористичне ядро типове для вільшняків, який тут підходить до русла річки.